# Veduta in lontananza del Duomo di Milano
Veduta in lontananza del Duomo di Milano è un dipinto di Mario Bazzi. Eseguito nel 1946, appartiene alle collezioni d'arte della Fondazione Cariplo.

## Descrizione
Si tratta di uno scorcio milanese in cui l'effetto prospettico tende alla sagoma del Duomo, in lontananza. Il dipinto è collocabile nel solco del vedutismo di Raffaele De Grada, ma l'essenzialità stilistica testimonia l'attività di cartellonista del Bazzi.